# ثاندر
بارك سانغ هيون. ((هانغل: 박상현); من مواليد 7 أكتوبر، 1990) يعرف باسمه الفني ثاندر ((هانغل: 박상현)؛ تشوندونغ)، هو الاخ الأصغر للمطربة ساندرا بارك عضوة فرقة تو ني ون، وكان عضوا في الفرقة المحبوبة الكورية الجنوبية إمبلاك حتى 16 ديسمبر، 2014، عندما أعلن أن تشوندونغ رحل عن الفرقة لتركيز على دراسة الموسيقى لفترة من الوقت. وكشف أنه قد انضم إلى شركة الموسيقى مايستيك إنترتينمنت، في 11 فبراير، 2015.
بالإضافة إلى لغته الأم الكورية، فهو يجيد اللغة الإنجليزية، والتاغالوغية والتخاطب بالمندرينية واليابانية.

## فيلموغرافيا

### دراما تلفزيونية
| سنة  | عنوان                                              | دور                      | شبكة           | ملاحظات         |
| ---- | -------------------------------------------------- | ------------------------ | -------------- | --------------- |
| 2011 | Welcome to the Show                                | Himself                  | SBS            | Sitcom (cameo)  |
| 2011 | Moon Night 90                                      | Koo Jun-yup              | Mnet           | Fictional drama |
| 2011 | Padam Padam... The Sound of His and Her Heartbeats | Yang Kang-woo            | KBS            | Cameo           |
| 2012 | Strongest K-Pop Survival                           | Himself                  | Channel A      | Cameo           |
| 2013 | Nail Shop Paris                                    | Jin                      | MBC Plus Media | Lead role       |
| 2015 | Make a Woman Cry                                   | Kang Hyun-seo            | MBC            |                 |
| 2015 | We Broke Up                                        | Himself/Cameo Appearance | Web Drama      |                 |

## روابط خارجية
- ثاندر على موقع IMDb (الإنجليزية)
- ثاندر على موقع ميوزك برينز (الإنجليزية)
- ثاندر على موقع ديسكوغز (الإنجليزية)
- ثاندر على موقع قاعدة بيانات الفيلم (الإنجليزية)